# Daniel Zierenberg
Daniel Zierenberg (Czierenberg, Cyrembergk, Zirenberg, Syrenbergk, Sierenbergk, Czirenberg, Czyrenberch) (ur. 1547 w Gdańsku, zm. 19 czerwca 1602 w Krzyżownikach k. Gdańska) – burmistrz i burgrabia królewski w Gdańsku.

## Życiorys
Jego rodzicami byli Johann Zierenberg, pochodzący z Bremy, i Dorota, córka gdańskiego rajcy Georga Schepera. Brak informacji o wykształceniu Daniela. 9 grudnia 1571 poślubił Annę Schachmann, siostrę późniejszego burmistrza Bartłomieja Schachmanna, znanego jako zwolennik kalwinizmu. 1575 został ławnikiem, 1579 rajcą, 1581 sędzią. Od 1586 do śmierci był burmistrzem, a w roku 1600 piastował ponadto urząd królewskiego burgrabiego.
Został pochowany w kościele Mariackim w Gdańsku. Na jednym z centralnych filarów kościoła umieszczono w 1616 epitafium Daniela i Anny Zierenbergów (zachowane do dziś), uważane za dzieło Abrahama van den Blocke’a, z malowanym na blasze portretem Daniela Zierenberga.
Syn Daniela, Johann Zierenberg, był burmistrzem Gdańska w latach 1630-42 i gorliwym propagatorem kalwinizmu. Córką Johanna, a wnuczką Daniela była Constantia Zierenberg (Konstancja Czirenberg), sławna śpiewaczka, nazywana „bałtycką syreną”.